# Nowoje Pogoriełowo
Nowoje Pogoriełowo (ros. Новое Погорелово) – wieś (sieło) w Rosji, w obwodzie uljanowskim, w rejonie karsuńskim. W 2010 liczyła 638 mieszkańców.